# 魏公濟
魏公濟（？—？年），號沂野，山東兖州府沂州費縣民籍山西汾州人，明朝政治人物。

## 生平
正德五年（1510年）庚午科山東乡试舉人，九年（1514年）甲戌科三甲第150名進士。历官南京户部陕西司主事，升郎中。嘉靖十年八月升辰州府知府，次年三月去职。後起补湖州府知府，在任六年归。卒年八十四。